# Bismarck, il cancelliere di ferro
Bismarck, il cancelliere di ferro (Bismarck) è un film del 1940 diretto da Wolfgang Liebeneiner.

## Produzione
Il film fu prodotto dalla Tobis-Filmkunst GmbH (Berlin). Venne girato nel Brandeburgo, a Potsdam (castello di Babelsberg), nel Meclemburgo-Pomerania Anteriore, a Plau am See e in Austria, a Bad Gastein e a Vienna.
Le musiche furono curate da Norbert Schultze, mentre la coreografia delle scene danzate si deve a Lizzie Maudrik. Per la parte militare, il film usò la consulenza di Erich von Gomlicki e di Hans von Keller con il dottor von Mumm quale consulente storico.

## Distribuzione
Distribuito dalla Tobis-Filmverleih, uscì nelle sale cinematografiche tedesche il 6 dicembre 1940, presentato in prima all'UFA Palast am Zoo di Berlino. In Italia venne distribuito dalla Generalcine il 3 gennaio 1942. Venne usato anche il titolo alternativo Bismarck - Das politische Schicksal des Eisernen Kanzlers.
Il 1º luglio 2005, è uscita in Germania la versione masterizzata in DVD.